# Odain Rose
O'Dain Ovany Rose (* 19. Juli 1992 in Port Antonio) ist ein schwedischer Leichtathlet jamaikanischer Herkunft, der sich auf den Sprint spezialisiert hat.

## Sportliche Laufbahn
Erste internationale Erfahrungen sammelte Odain Rose im Jahr 2011, als er bei den Junioreneuropameisterschaften in Tallinn im 100-Meter-Lauf mit 10,80 s in der ersten Runde ausschied. 2013 nahm er erstmals im 60-Meter-Lauf an den Halleneuropameisterschaften in Göteborg teil und belegte dort in 6,62 s den fünften Platz. Im Jahr darauf schied er dann bei den Hallenweltmeisterschaften in Sopot mit 6,71 s in der ersten Runde aus  und im August startete er bei den Europameisterschaften in Zürich, kam aber auch dort mit 10,53 s nicht über den Vorlauf hinaus. 2015 schied er bei den Halleneuropameisterschaften in Prag mit 6,74 s im Halbfinale über 60 Meter aus und nahm anschließend an der Sommer-Universiade in Gwangju teil und schied dort mit 10,75 s im Viertelfinale über 100 Meter aus. Bei den Leichtathletik-Hallenweltmeisterschaften 2016 in Portland schied er mit 6,69 s im Vorlauf aus und im Jahr darauf wurde er bei den Halleneuropameisterschaften in Belgrad in 6,63 s Vierter. 2018 gelangte er dann bei den Hallenweltmeisterschaften in Birmingham bis ins Halbfinale und schied dort mit 6,74 s aus, während er bei den Halleneuropameisterschaften 2019 in Glasgow mit 6,88 s in der ersten Runde ausschied. Auch 2021 schied er bei den Halleneuropameisterschaften in Toruń mit 6,81 s in der Vorrunde aus.
2014 wurde Rose schwedischer Meister im 100-Meter-Lauf sowie 2013 und 2014, 2016 und 2021 Hallenmeister über 60 Meter.

## Persönliche Bestleistungen
- 100 Meter: 10,30 s (+1,8 m/s), 13. Juni 2014 in Göteborg
  - 60 Meter (Halle): 6,62 s, 2. März 2013 in Göteborg
- 200 Meter: 21,65 s (+1,1 m/s), 22. Juli 2012 in Jessheim
  - 200 Meter (Halle): 22,55 s, 15. Januar 2012 in Umeå